# Aritmetička sredina
Aritmetička sredina je jedna od središnjih vrijednosti koje se koriste u statistici koji se računa za neki skup brojeva kao kvocijent zbroja članova i broja članova skupa, u matematičkoj notaciji:
{\displaystyle {\bar {x}}={x_{1}+\cdots +x_{n} \over n}.}
Aritmetička sredina je u praksi najčešće korištena mjera centralne tendencije. Popularno se naziva još i prosjek. Aritmetička sredina se dobiva tako što se zbroj vrijednosti promatranog obilježja podijeli s njihovim brojem. Aritmetička sredina, kao prosječna vrijednost obilježja svih jedinica skupa, izravnava apsolutne razlike između podataka promatrane serije. Ona ima sve potrebne osobine koje karakteriziraju mjere centralne tendencije, kao i dodatne osobine koje su značajne za njenu primjenu.
Aritmetička sredina je srednja vrijednost, s osobinom da je veća od najmanje i manja od najveće vrijednosti obilježja. Drugačije rečeno, ako su vrijednosti obilježja poredane po veličini: X¹ <X² <Xⁿ, može se lako pokazati da je: X1 < µ <Xn
Ako su sve vrijednosti obilježja međusobno jednake:
X1 = X2 = XN = a
Zbroj odstupanja svih vrijednosti od njihove aritmetičke sredine jednak je nuli, tj. Σ (Xi - µ ) = 0. Odnosno u slučaju grupiranih podataka: Σ (Xi - µ)fi = 0
Zbroj kvadrata odstupanja svih vrijednosti obilježja od aritmetičke sredine je minimalan, tj. manji od zbroja kvadrata odstupanja svih vrijednosti obilježja od bilo koje druge proizvodnje odabrane vrijednosti:
Σ (Xi - µ)²=min.
Ako su vrijednosti dva obilježja povezane nekom linearnom funkcijom tada su i njihove aritmetičke sredine vezane istom tom linearnom funkcijom. Npr., ako su vrijednosti obilježja X i Y vezane linearnom funkcijom oblika: Y=aX + b, tada su njihove aritmetičke sredine vezane istom funkcijom odnosno: µy = aµx + b

## Primjer
S = (1, 3, 6, 7, 18)
Skup S ima 5 članova čiji zbroj je 35, a aritmetička sredina je 7.